# 高橋ゲタ夫
高橋 ゲタ夫（たかはし げたお、1954年1月10日 - ）は日本のベーシスト、音楽プロデューサー。新潟県三島郡出身。

## 来歴
15歳の時にギタリストとしてミュージシャン活動を開始する。その後18歳の時にベーシストに転向。1976年に「ジョン山崎&スクールバンド」に参加しレコードデビューを果たす。
その後石川セリのレコーディングに参加したことをきっかけにしてスタジオ・ミュージシャンとしての活動を始める。またギタリストの高中正義のレコーディングやライブ活動、さらに1979年からは和製サルサバンド「オルケスタ・デル・ソル」にも参加。
オルケスタ・デル・ソルではペッカー（橋田正人）やピアニストの森村献とともに中心人物としてバンドを支えた。
1979年、ラテン・フュージョン・ピアニストの松岡直也率いる「松岡直也&ウィシング」に参加。以後、ウィシング、後の松岡直也グループなど全てのユニット・プロジェクトに参加し、『大番頭』として松岡のサウンドに欠かせない存在として活躍する。
松岡グループ以外にも1980年にニュー・ウェイヴ・バンドの『IMITATION』への参加や『熱帯JAZZ楽団』や『ピンクボンゴ』、『ザ・ローライダース』など数多くのバンドでライブ活動、CD・DVDリリースを展開したり、2004年にはボーカリストの寿永アリサのデビューアルバムのプロデュースを手がけるなど、現在でも第一線で活動を続けている。